# Bruck an der Mur
Bruck an der Mur es un ciudad del Land austriaco de Estiria. Se encuentra en la confluencia de los ríos Mur y Mürz. Favorecida por su ubicación en el cruce de grandes caminos y por su proximidad al centro siderúrgico de Leoben, incluye manufacturas en productos de papel. Ciudad industrialmente activa. Bruck es un nudo ferroviario situada en la región de la línea principal entre Graz y Viena.

## Historia
Fundada en 1263 por el rey Ottokar II Premysl. Bruck an der Mur fue un importante centro comercial medieval especializado en la forja del hierro. Cuna del duque Ernesto I de Austria, más conocido como El Hierro.

## Lugares de interés
- Una iglesia de estilo Gótico del siglo XV.
- También la famosa casa Kornmesser, un edificio de estilo veneciano, construido por Pankraz Kornmesser, en el mismo siglo.
- Las ruinas de la antigua fortaleza de Landskron, quemada en un incendio en 1792.

## Personas relevantes
- Matthäus Ströbel explorador y misionero cristiano católico del siglo XVIII.